# جانيس مور فاولر
جانيس مور فاولر (بالإنجليزية: Janice Moore Fuller)‏ هي كاتبة مسرحية وكاتِبة وشاعرة أمريكية، ولدت في 1951.